# Webisode
Un webisode est un épisode généralement court qui est diffusé ou à télécharger sur Internet. Le format peut être utilisé comme une prévisualisation, une promotion, comme courts métrages, ou comme une publicité.  Un webisode peut s'inclure dans la trame d'une série diffusée à la télé ou alors faire partie d'une Web-série.
Le mot lui-même est un mot-valise formé par la contraction des mots « web » et « épisode ».